# Serie 3 (DBU Jylland)
 For alternative betydninger, se Serie 3. (Se også artikler, som begynder med Serie 3)
Serie 3 (JBU) er den niendebedste fodboldrække (en blandt flere) i Danmarksturneringen.
Det er den fjerdebedste fodboldrække for herrer administreret af lokalunionen Jydsk Boldspil-Union (JBU). Serien består af i alt 192 hold, opdelt i 24 puljer med hver 8 hold. Turneringen er halvårlig. De bedstplacerede hold rykker op i Serie 2 (JBU).
| Fodbold | Spire Denne artikel om en fodboldturnering er en spire som bør udbygges. Du er velkommen til at hjælpe Wikipedia ved at udvide den. |